# 833

## Události
Mojmír I. vyhnal Pribinu ze sousedního Nitranského knížectví a tím vznikla tzv. Velká Morava.

## Hlavy státu
- Velká Morava – Mojmír I. (830–846, do počátku r. 833 jen v moravské části)
- Papež – Řehoř IV.
- Anglie
  - Wessex a Kent – Egbert
  - Mercie – Wiglaf
- Franská říše – Ludvík I. Pobožný + Lothar I. Franský
- První bulharská říše – Malamir
- Byzanc – Theofilos
- Svatá říše římská – Ludvík I. Pobožný + Lothar I. Franský